# Båltjärnen
Båltjärnen är en sjö i Åre kommun i Jämtland och ingår i Indalsälvens huvudavrinningsområde. Sjön har en area på 0,0828 kvadratkilometer och ligger 420,9 meter över havet. Sjön avvattnas av vattendraget Lillån.

## Delavrinningsområde
Båltjärnen ingår i det delavrinningsområde (699463-141559) som SMHI kallar för Ovan None. Medelhöjden är 408 meter över havet och ytan är 18,32 kvadratkilometer. Det finns inga avrinningsområden uppströms utan avrinningsområdet är högsta punkten. Lillån som avvattnar avrinningsområdet har biflödesordning 3, vilket innebär att vattnet flödar genom totalt 3 vattendrag innan det når havet efter 303 kilometer. Avrinningsområdet består mestadels av skog (43 procent) och sankmarker (55 procent). Avrinningsområdet har 0,08 kvadratkilometer vattenytor vilket ger det en sjöprocent på 0,4 procent.